# Domani non siamo più qui
Pour plus de détails, voir Fiche technique et Distribution.
Domani non siamo più qui est un film dramatique italien réalisé par Brunello Rondi et sorti en 1967.

## Synopsis
Gioia est une jeune mère, bouleversée par la mort prématurée de sa petite fille Lilith. Elle est recueillie par son frère Axel et sa femme Marina dans une villa de la côte amalfitaine. Sont également logés au même endroit Grazia, Leonora, Rico et Dionigi, un jeune étudiant. Gioia a un comportement instable qui met les invités dans l'embarras et provoque des conflits entre eux, ce qui convainc Leonora et Rico de quitter la villa. Axel, qui aime beaucoup sa sœur mais ne parvient pas à la guérir de son inconstance et de sa mauvaise humeur, quitte peu après la villa, déclarant qu'il doit partir pour Rome en raison de ses obligations professionnelles.
Dans les tentatives de Gioia, séparée depuis longtemps de son mari, de se rapprocher des invités restants, sa capacité à impliquer les personnes qui l'entourent dans sa propre situation comportementale agitée apparaît, les attirant dans le tourbillon de ses peurs et de sa passion : Corrado, le médecin qui l'a d'abord soignée à la suite d'une crise d'hystérie et qui est devenu son amant, est ensuite rejeté. Dionigi, l'étudiant, est également attiré par Gioia, qui lui cause beaucoup de soucis et d'anxiété, ce qui amène Marina à quitter la villa entre-temps, fatiguée de supporter une telle situation. Après une liaison trouble mais brève, Gioia et Dionigi se séparent.

## Fiche technique
- Titre original italien : Domani non siamo più qui[1] (litt. « Demain, nous ne serons plus là »)
- Réalisation : Brunello Rondi
- Scenario : Brunello Rondi
- Photographie : Luciano Trasatti (it)
- Montage : Nella Nannuzzi
- Musique : Giovanni Fusco
- Décors : Oscar Capponi
- Costumes : Anna Laura Ricci
- Production : Walter Brandi
- Société de production : Bival
- Pays de production :  Italie
- Langue originale : Italien
- Format : Noir et blanc - 1,85:1 - Son mono - 35 mm
- Durée : 92 minutes
- Genre : Drame
- Dates de sortie :
  - Italie : 18 mai 1967

## Distribution
- Ingrid Thulin : Gioia
- Maria Grazia Buccella : Grazia
- Robert Hoffmann : Dionigi
- Gianni Santuccio : Axel
- Luigi Vannucchi : Corrado
- Dana Ghia : Marina
- Umberto Raho : Rico
- Fiorella Battaglia : Leonora